# Icecast
Icecast ist eine freie Software für Streaming-Server, welche die Übertragung von Multimediadaten ermöglicht.

## Funktionsweise

Icecast2-Server unter Windows

Mit Icecast kann man sowohl ein eigenes Internetradio betreiben als auch beispielsweise über ein WLAN Musik in die eigene Wohnung streamen (Jukebox). An Software benötigt wird zum einen der Icecast-Server selbst und zum anderen eine Datenquelle (Source Client, deutsch: Quelle), zum Beispiel IceS.
Dieses Konzept ermöglicht eine enorme Flexibilität, da gegebenenfalls auch andere Komponenten wie Effektgeneratoren oder Equalizer „eingeschleift“ werden können. Der Source Client liefert die Audio-/Videodaten dann an den Icecast-Server in den Formaten Ogg Vorbis, Ogg Theora, Opus, AAC, AAC+V2, MP3 oder WebM aus, der Icecast-Server leitet den Bitstream dann an den Streaming-Clienten weiter; zum Abrufen der gestreamten Programme kann also wieder jeder streamingfähige Player verwendet werden, der diese Streaming-Formate unterstützt.

## Dateiformate und Plattformen

Oddcast, ein Source Client für Windows

Die Datenquellen für den Icecast-Server werden als Source Clients bezeichnet; im Prinzip können also beliebige Audiosignale als Datenquelle genutzt werden. Source Clients stehen für alle verbreiteten Betriebssysteme zur Verfügung, z. B. BUTT, Edcast (früher Oddcast), SAM2 und ezstream für Windows, IceS, Liquidsoap, Muse, Darkice und IceGenerator für Linux und Unix sowie Nicecast oder muse-osx für Mac OS X. Plattformübergreifend funktioniert EventSoundControl mit integriertem Jingle- und Playlisten-Player unter Windows, Linux und Mac OS X.
Das Streaming-Format ist vollkommen unabhängig vom ursprünglichen Datei-Format, da die Source Clients im Allgemeinen den Datenstrom neu kodieren um gleichförmige Parametrierung zu gewährleisten. Das bedeutet, dass eine große Sammlung an MP3-Dateien nicht zwangsläufig auch als MP3 gestreamt werden muss. Es kann auch ein effizienterer Codec genutzt werden, der dann bei geringerer Datenrate bessere Qualität bietet.
Die Server-Applikation steht als Binärpaket für Windows sowie als Quellcode zum Download zur Verfügung.
Die verbreiteten Mediaplayer wie Foobar2000, Winamp, Amarok / Exaile, XMMS und Zinf unterstützen alle diese Icecast-Streams. Icecast ist ein HTTP 1.0 konformer Server. Streams lassen sich problemlos in HTML5 <audio> oder <video> einbinden. Die unterstützten Streaming-Format Codecs sind hierbei vom Webbrowser abhängig.

## Geschichte
Das Projekt wird seit 2001 unter dem Dach der Xiph.Org Foundation entwickelt. Seit Anfang 2004 wird die grundlegend überarbeitete Version 2 weiterentwickelt. Gegenüber der 1.x-Versionen, die nur für MP3 vorgesehen waren, unterstützt Icecast 2.x nun viele weitere Formate.

### Verbreitung
Im Mai 2010 nutzten knapp 3000 Internetradios den Icecast-Server. Im November 2012 meldete das Directory über 14.800 verfügbare Streams, davon über 13.600 im MP3-Format, im November 2014 waren es über 24.000 Streams (davon mehr als 22.000 im MP3-Format).

## Alternativen
Weitere Streaming-Server mit vergleichbarer Funktionalität sind beispielsweise:
- SHOUTcast
- QuickTime Streaming Server